# Blankenstein
Blankenstein település Németországban, azon belül Türingiában. Lakosainak száma 705 fő (2017. december 31.). Blankenstein Lichtenberg és Issigau községekkel határos.

## Fekvése
A Selbitz patak és a Saale összefolyásánál fekvő település.

## Története
Nevének első említését 1258-ra teszik, erre azonban nincs dokumentált bizonyíték. 2008-ban ünnepelték Blankenstein 750 éves évfordulóját. A településről szóló dokumentumfilm adatai közt az 1392-es és az 1444-es évek szerepelnek.
Blankenstein szorosan kapcsolódik a Blankenstein kastélyhoz, melyet egy 1392-es dokumentumban említettek mint Blankenberg urainak tulajdonát.

## Galéria

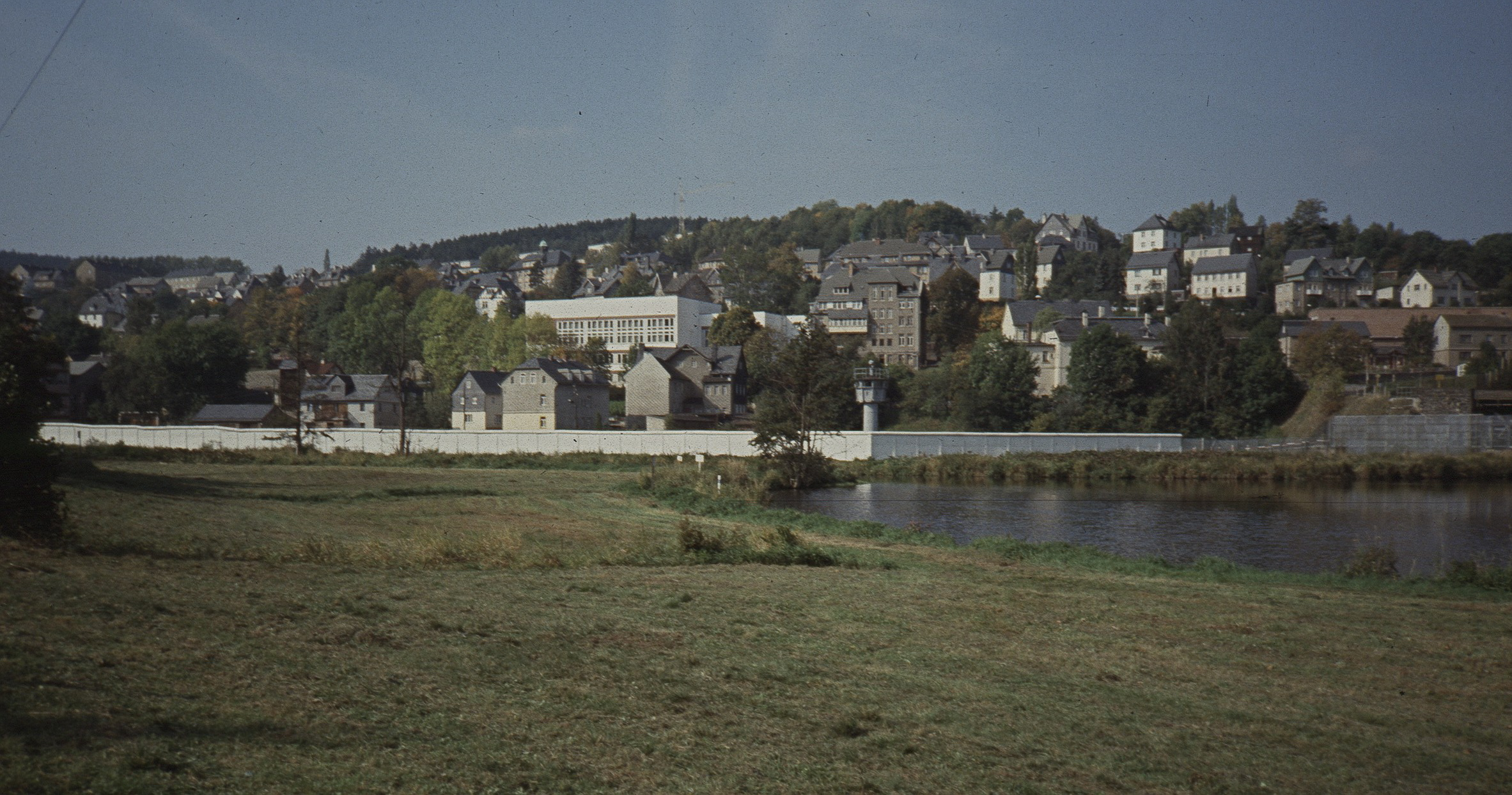
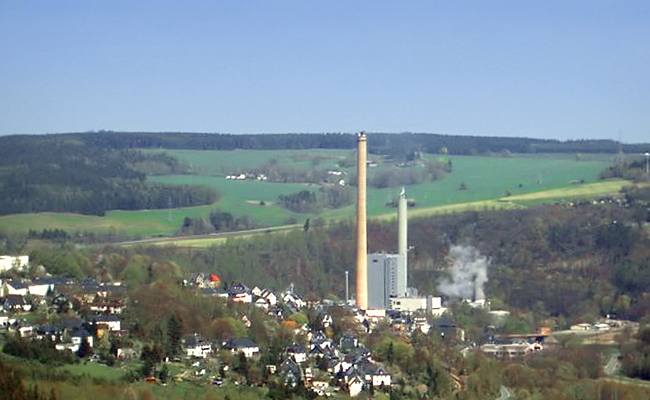
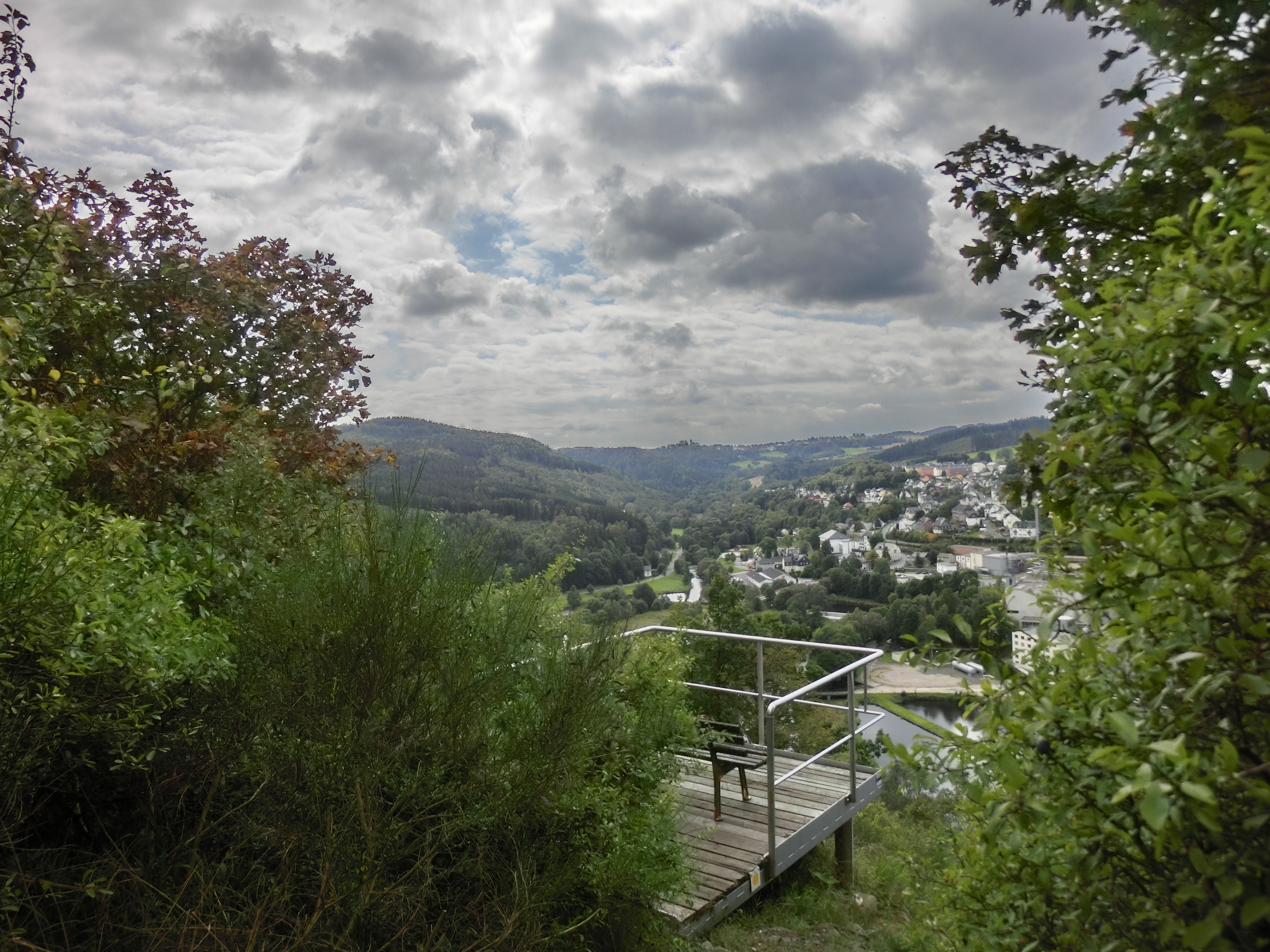
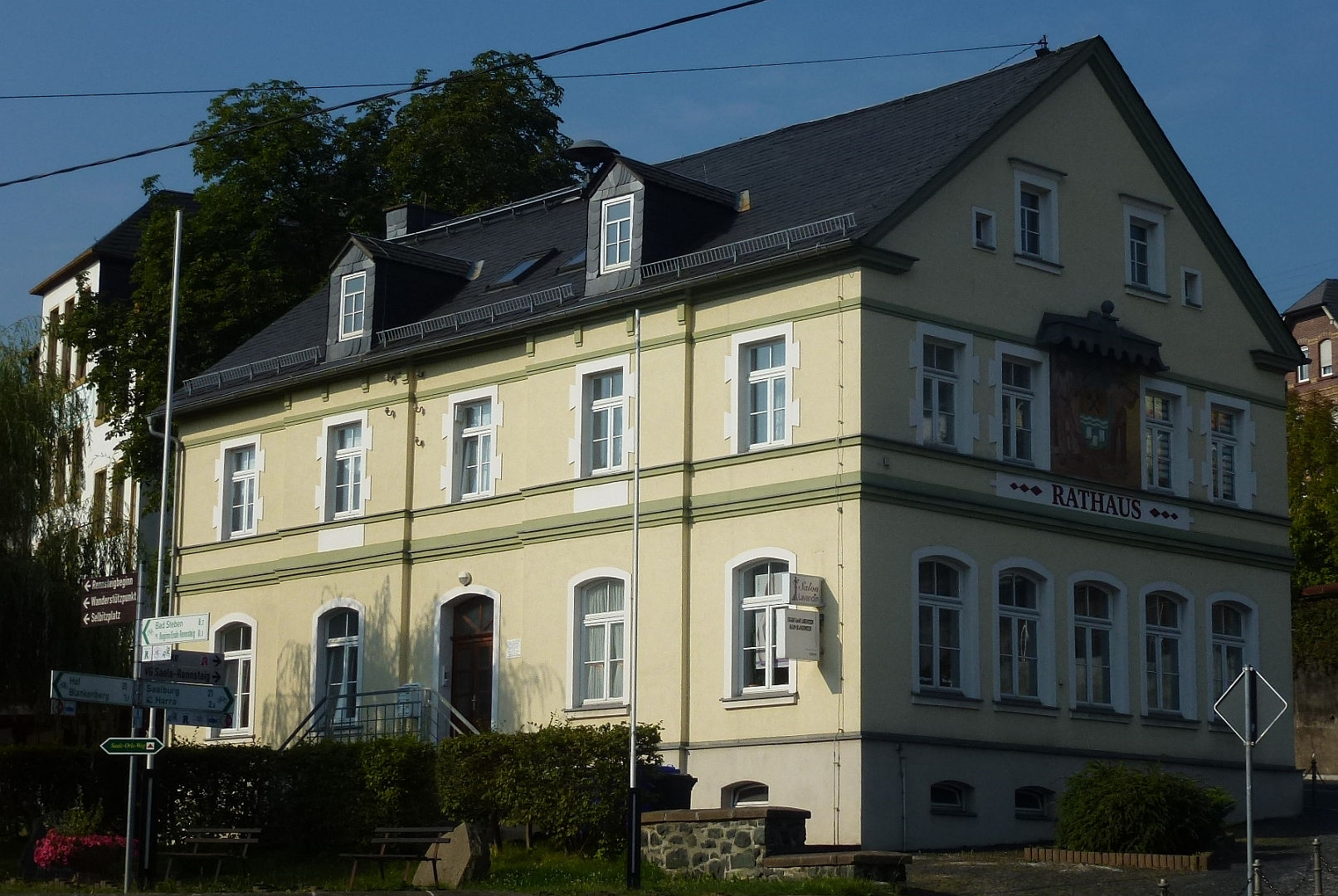
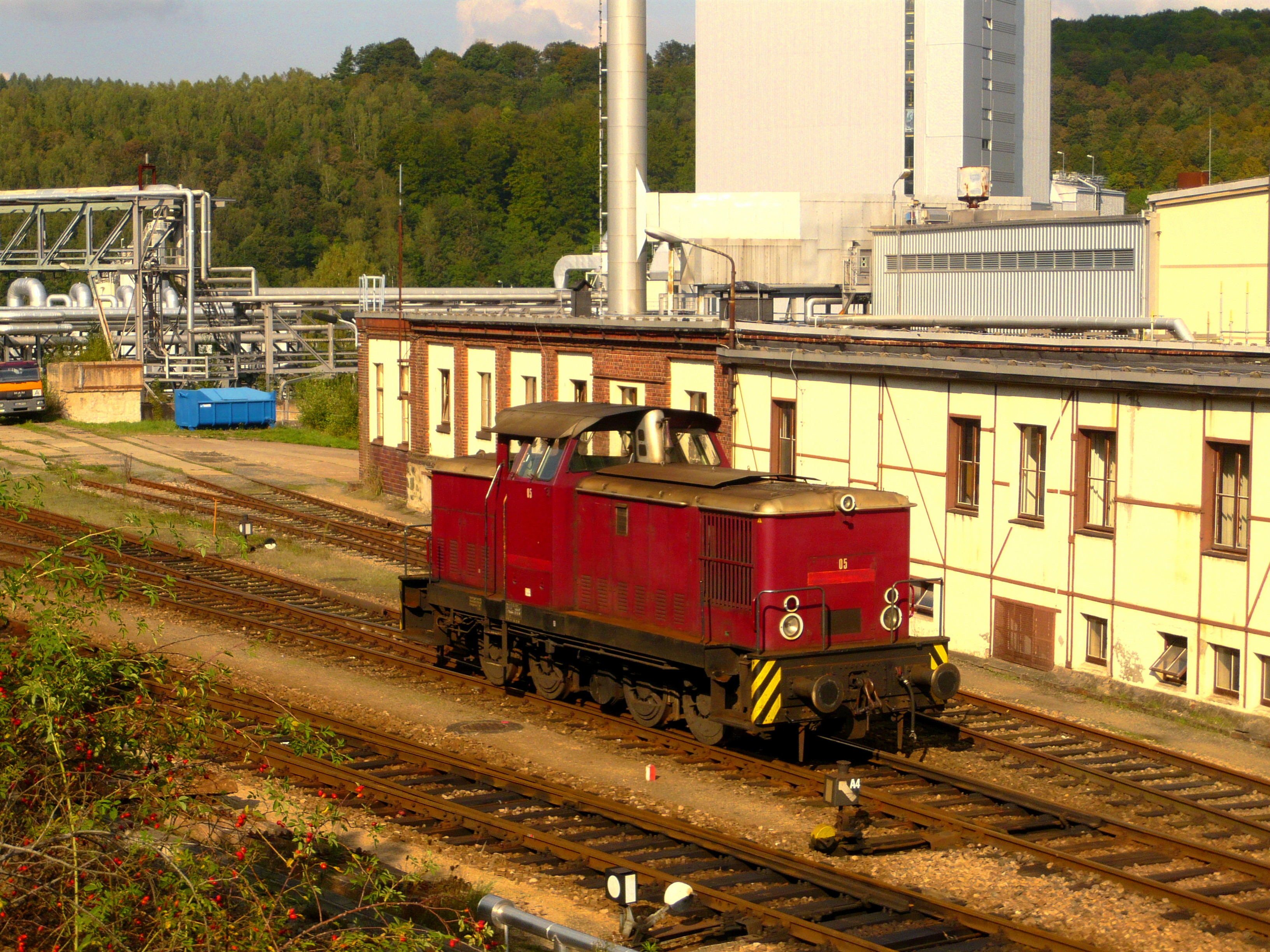
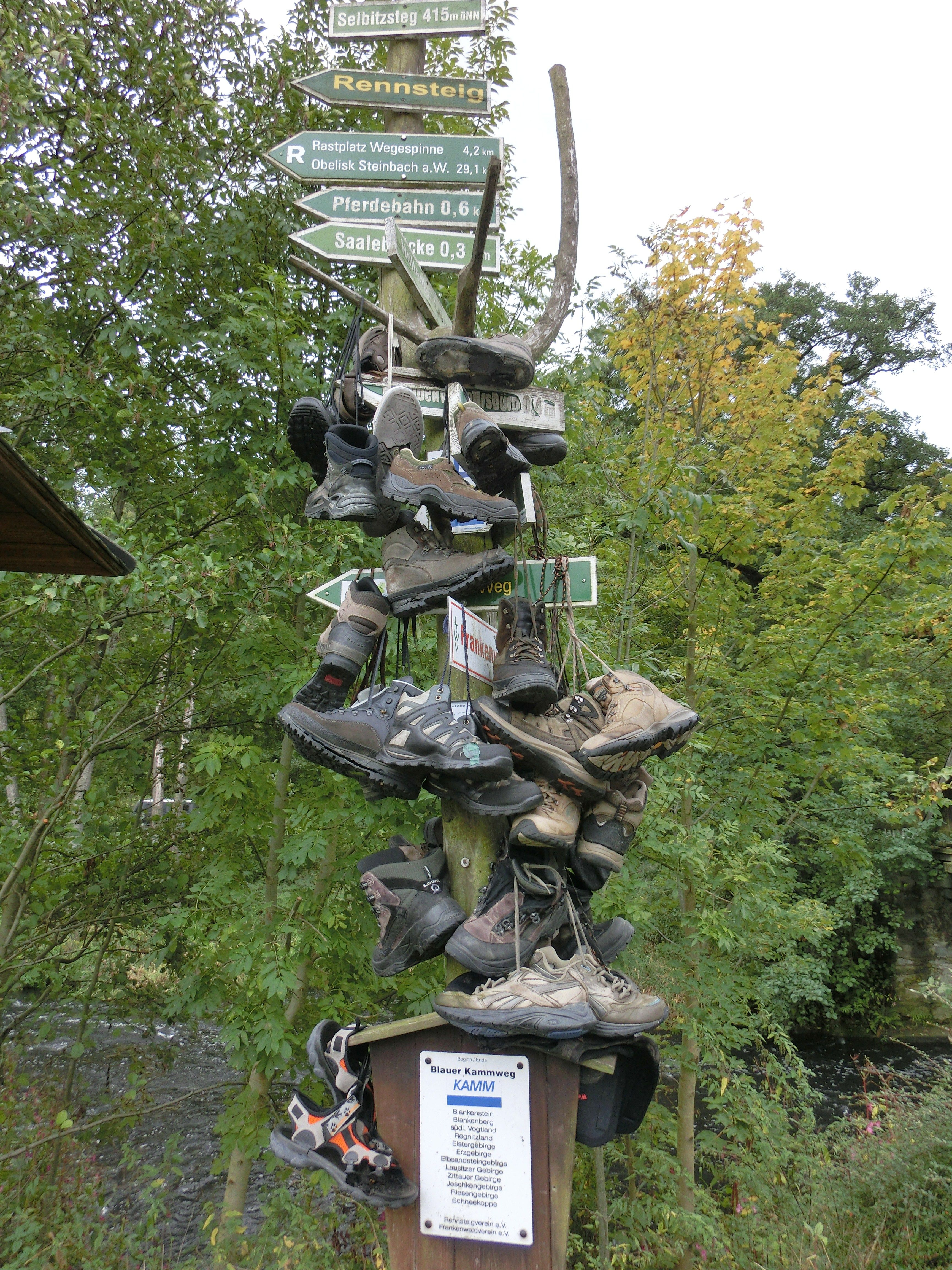

## Nevezetességek
- Innen indult az NDK időkben a Thüringiai-erdő gerincén északnyugati irányban végighaladó, 168 km hosszú Rennsteig vagy Renweg, melyre egy vándort ábrázoló dombormű emlékeztet.

## Népesség
A település népességének változása:

| 2017 | 705 |